# Porntip Nakhirunkanok
Porntip Nakhirunkanok (taj. ภรณ์ทิพย์ นาคหิรัญกนก; ur. 7 lutego 1968 w prowincji Chachoengsao) – tajska supermodelka i Miss Universe w 1988 roku. Była drugą Tajką, która zwyciężyła w tym konkursie (pierwsza to Apasra Hongsakula, która zwyciężyła w 1965 roku).